# دنیس هال
دنیس هال (انگلیسی: Dennis Hall؛ زادهٔ ۵ فوریه ۱۹۷۱) کشتی‌گیر اهل ایالات متحده آمریکا بود.
وی در مسابقات کشوری و بین‌المللی در مجموع برندهٔ ۲ مدال طلا، ۱ مدال نقره، ۱ مدال برنز شده‌است.